# Oscar Ulisses
Oscar Ulisses dos Santos (Osvaldo Cruz, 20 de junho de 1957) é um radialista, locutor esportivo e apresentador brasileiro.
Atualmente, é o narrador titular da CBN São Paulo e apresentador do programa Cartão Verde, da TV Cultura.
Filho de Romeu dos Santos e Clerice Chiavelli, é irmão dos também locutores Osmar Santos e Odinei Edson, do empresário Osório Santos e é primo do locutor Ulisses Costa.

## Carreira

### Rádio
Oscar Ulisses teve sua primeira experiência como locutor de rádio em 1969, na cidade de Marília, no interior de São Paulo, quando narrou jogos de futebol "dente de leite", que eram organizados pelo seu irmão mais velho Osmar Santos. Além de Oscar e Osmar, seu irmãos Odinei Edson e Osório Santos também narraram os jogos.
Em 1974, na cidade de Londrina, no Paraná, Oscar iniciou sua carreira profissional na Rádio Clube, sendo narrador, repórter e radioator.
Oscar mudou-se para São Paulo em 1976, onde se tornou repórter e narrador na Jovem Pan, se juntando a Osmar Santos como colega de trabalho. Em 1977, os dois se transferiram para a Rádio Globo. Em 1979, a convite de Fiori Gigliotti, Oscar deixou a emissora e se juntou a Rádio Bandeirantes. Na emissora, além de ser narrador de futebol, também passou a narrar provas da Fórmula 1.
Em 1986, deixou a Bandeirantes e iniciou sua segunda e mais longa passagem pela Rádio Globo, onde ficou por 34 anos, assumindo o posto de segundo narrador da emissora. Em 1988, com a saída de Osmar Santos para a Rádio Record, Oscar se tornou no narrador titular da emissora, tanto no futebol como na Fórmula 1 (na última narrando as corridas até a temporada de 2015, quando o Sistema Globo de Rádio deixou de ter os direitos de transmissão). Em 1991, com a volta de Osmar, Oscar voltou a ser o segundo narrador. Em 1995, após o acidente automobilístico que forçou a aposentadoria de Osmar Santos no fim do ano anterior, Oscar Ulisses voltou a ser o narrador titular da emissora e assumiu a apresentação do Globo Esportivo e a direção do departamento de esportes da emissora. Oscar ficou na Rádio Globo até a sua extinção, em 2020. No mesmo ano, ele se transferiu permanentemente para a Rádio CBN. Ele já narrava jogos simultaneamente pelas duas rádios desde 2016, com a fusão do departamento de esportes das emissoras do Sistema Globo de Rádio.

### Televisão
Oscar Ulisses teve três passagens por emissoras de televisão. A primeira foi pela Rede Manchete entre 1985 e 1994. Em 1998, teve uma curta passagem pelo SBT, sendo um dos narradores da Copa do Mundo daquele ano. Em 2001, Oscar se juntou a RecordTV, narrando as temporadas de 2001 e 2002 da antiga Fórmula Mundial e sendo apresentador do Record nos Esportes. Oscar deixou a emissora em 2003, passando a se dedicar apenas ao rádio. Em 2023, retorna a TV, agora como apresentador do Cartão Verde, histórico programa esportivo da TV Cultura, que retornará a grade em 03 de abril.

### Prêmios e indicações
| Ano  | Prêmios                                                                    | Categoria         | Resultado | Ref.   |
| ---- | -------------------------------------------------------------------------- | ----------------- | --------- | ------ |
| 1998 | Troféu ACEESP (Associação dos Cronistas Esportivos do Estado de São Paulo) | Narrador de Rádio | Venceu    | [ 1 ]  |
| 1999 | Troféu ACEESP (Associação dos Cronistas Esportivos do Estado de São Paulo) | Narrador de Rádio | Venceu    | [ 2 ]  |
| 2010 | Troféu ACEESP (Associação dos Cronistas Esportivos do Estado de São Paulo) | Narrador de Rádio | Indicado  | [ 3 ]  |
| 2011 | Troféu ACEESP (Associação dos Cronistas Esportivos do Estado de São Paulo) | Narrador de Rádio | Venceu    | [ 4 ]  |
| 2012 | Troféu ACEESP (Associação dos Cronistas Esportivos do Estado de São Paulo) | Narrador de Rádio | Venceu    | [ 5 ]  |
| 2013 | Troféu ACEESP (Associação dos Cronistas Esportivos do Estado de São Paulo) | Narrador de Rádio | Venceu    | [ 6 ]  |
| 2014 | Troféu ACEESP (Associação dos Cronistas Esportivos do Estado de São Paulo) | Narrador de Rádio | Indicado  | [ 7 ]  |
| 2015 | Troféu ACEESP (Associação dos Cronistas Esportivos do Estado de São Paulo) | Narrador de Rádio | Indicado  | [ 8 ]  |
| 2016 | Troféu ACEESP (Associação dos Cronistas Esportivos do Estado de São Paulo) | Narrador de Rádio | Indicado  | [ 9 ]  |
| 2017 | Troféu ACEESP (Associação dos Cronistas Esportivos do Estado de São Paulo) | Narrador de Rádio | Indicado  | [ 10 ] |
| 2019 | Troféu ACEESP (Associação dos Cronistas Esportivos do Estado de São Paulo) | Narrador de Rádio | Venceu    | [ 11 ] |
| 2020 | Troféu ACEESP (Associação dos Cronistas Esportivos do Estado de São Paulo) | Narrador de Rádio | Venceu    | [ 12 ] |
| 2021 | Troféu ACEESP (Associação dos Cronistas Esportivos do Estado de São Paulo) | Narrador de Rádio | Venceu    | [ 13 ] |
| 2023 | Troféu ACEESP (Associação dos Cronistas Esportivos do Estado de São Paulo) | Narrador de Rádio | Venceu    | [ 14 ] |
| 2024 | Troféu ACEESP (Associação dos Cronistas Esportivos do Estado de São Paulo) | Narrador de Rádio | Venceu    | [ 15 ] |